# الدوري اللبناني الدرجة الثانية 2018–19
```
الدوري اللبناني الدرجة الثانية
 2018–19
 هو دوري الدرجة الثانية في 
كرة القدم اللبنانية
، بدأ الموسم في 14 سبتمبر 2018 وانتهى في 5 أبريل 2019، يديره 
اتحاد كرة القدم اللبنانية
، يتأهل الفريقان الأوليان فيه إلى 
الدوري كرة القدم اللبناني الممتاز
 ويحلان محل الفرق الهابطه إلى دوري الدرجة الثانية، في حين يتم نقل الفريقين إلى القسم الثالث اللبناني.
[
1
]
```

تنافس في الدوري اثني عشر فريقًا، وقد تأهل فريق نادي النهضة برالياس نادي شباب البرج من دوري الدرجة الثالثة موسم 2017/2018،  وكان فريق شباب الساحل بطل الدوري السابق، فاز بالدوري نادي البرج الرياضي، بعد 22 مباراة، فاز ب17 مباراة منها، وتعادل في 4 مباريات، وخسر مباراة، وكانت مجموع نقاطه 55 نقطة.
في نهاية الدوري تأهل نادي البرج الرياضي ونادي شباب البرج إلى الدوري اللبناني الممتاز 2019–20، بينما هبط الشباب العربي ونادي هومنتمن بيروت إلى الدوري اللبناني الدرجة الثالثة موسم 2019–20.

## الفرق
| الفريق                     | المدينة  | الملعب                 | السعة  | موسم 2017-18                                    |
| -------------------------- | -------- | ---------------------- | ------ | ----------------------------------------------- |
| النادي الأهلي النبطية      | النبطية  | استاد كفرجوز           |        | الخامس في الدوري اللبناني الدرجة الثانية        |
| النادي الأهلي صيدا الرياضي | صيدا     | ستاد صيدا الدولي       | 22٬000 | المركز الثامن في الدوري اللبناني الدرجة الثانية |
| نادي البرج الرياضي         | بيروت    | ملعب الصفا             | 4٬000  | المركز الثالث في الدوري اللبناني الدرجة الثانية |
| الإجتماعي طرابلس           | طرابلس   | الملعب الأولمبي الدولي | 25٬000 | المركز التاسع في الدوري اللبناني الدرجة الثانية |
| نادي الحكمة بيروت          | بيروت    | ملعب الصفا             | 4٬000  | المركز العاشر في الدوري اللبناني الدرجة الثانية |
| نادي هومنتمن بيروت         | بيروت    | استاد برج حمود         | 10٬500 | السابع في الدوري اللبناني الدرجة الثانية        |
| الإصلاح البرج الشمالي      | صور      | ملعب الحامض            | 6٬500  | الدوري اللبناني الممتاز 2017–18                 |
| نادي المبرة                | بيروت    | ملعب العهد             | 2٬000  | المركز الرابع في الدوري اللبناني الدرجة الثانية |
| نادي النهضة برالياس        | بر الياس | استاد جمال عبد الناصر  |        | الأول في الدوري اللبناني الدرجة الثالثة         |
| ناصر برالياس               | بر الياس | استاد جمال عبد الناصر  |        | المركز السادس في الدوري اللبناني الدرجة الثانية |
| نادي الشباب العربي (بيروت) | بيروت    | ملعب الصفا             | 4٬000  | الدوري اللبناني الممتاز 2017–18                 |
| نادي شباب البرج            | بيروت    | ملعب العهد             | 2٬000  | المركز الثاني في الدوري اللبناني الدرجة الثالثة |

## الجدول

### جدول الدوري
| م  | الفريق                     | لعب | ف  | ت  | خ  | أ.له | أ.ع | أ.ف | نقاط | الصعود أو الهبوط                          |
| -- | -------------------------- | --- | -- | -- | -- | ---- | --- | --- | ---- | ----------------------------------------- |
| 1  | نادي البرج الرياضي         | 22  | 17 | 4  | 1  | 42   | 9   | +33 | 55   | الترقية إلى الدوري اللبناني الممتاز       |
| 2  | نادي شباب البرج            | 22  | 15 | 2  | 5  | 48   | 21  | +27 | 47   | الترقية إلى الدوري اللبناني الممتاز       |
| 3  | النادي الأهلي صيدا الرياضي | 22  | 14 | 3  | 5  | 44   | 27  | +17 | 45   |                                           |
| 4  | نادي الحكمة بيروت          | 22  | 7  | 8  | 7  | 29   | 37  | −8  | 29   |                                           |
| 5  | الإجتماعي طرابلس           | 22  | 8  | 3  | 11 | 43   | 41  | +2  | 27   |                                           |
| 6  | النادي الأهلي النبطية      | 22  | 6  | 8  | 8  | 37   | 45  | −8  | 26   |                                           |
| 7  | نادي النهضة برالياس        | 22  | 6  | 8  | 8  | 24   | 30  | −6  | 26   |                                           |
| 8  | ناصر برالياس               | 22  | 7  | 4  | 11 | 26   | 34  | −8  | 25   |                                           |
| 9  | الإصلاح البرج الشمالي      | 22  | 7  | 4  | 11 | 26   | 39  | −13 | 25   |                                           |
| 10 | نادي المبرة                | 22  | 5  | 10 | 7  | 20   | 23  | −3  | 25   |                                           |
| 11 | نادي الشباب العربي (بيروت) | 22  | 5  | 5  | 12 | 24   | 35  | −11 | 20   | الهبوط إلى الدوري اللبناني الدرجة الثالثة |
| 12 | نادي هومنتمن بيروت         | 22  | 4  | 3  | 15 | 30   | 52  | −22 | 15   | الهبوط إلى الدوري اللبناني الدرجة الثالثة |